# Vostok (fusée)
Восток
Pour les articles homonymes, voir Vostok.

Les différentes versions de lanceur dérivées de la Semiorka. La fusée Vostok est au centre

La fusée Vostok (du russe Восток signifiant « Est ») est un lanceur soviétique mis au point à la fin des années 1950 à partir de la fusée Semiorka par ajout d'un troisième étage, le bloc E. Sa charge utile en orbite basse était d'environ 5,5 tonnes contre 1,5 tonne pour la Semiorka.
Ce lanceur a été utilisé pour lancer les premiers cosmonautes soviétiques à bord de leur vaisseau Vostok ainsi que les premières sondes spatiales du programme Luna. Son emploi principal est la mise en orbite des satellites de reconnaissance Zenit et RORSAT ainsi que les satellites météorologiques Meteor. Une version légèrement différente du lanceur existait pour chaque type de charge utile. 
167 exemplaires de ce lanceur fabriqués en majorité dans l'usine Progress de Samara ont été tirés à partir de 1958. Le lanceur a été progressivement remplacé par des lanceurs mieux adaptés, en particulier par la fusée Soyouz, version de la Semiorka plus puissante et disposant d'un étage rallumable. Le dernier exemplaire a été lancé le 29 août 1991.

## Historique
Début 1958, Sergueï Korolev, l'initiateur et le responsable du programme spatial soviétique a besoin de développer un troisième étage pour sa fusée R-7 Semiorka qui  a placé sur orbite le premier satellite artificiel Spoutnik 1 mais dont la capacité est trop limitée pour les missions spatiales envisagées. La Semiorka comporte dans sa version d'origine quatre propulseurs d'appoint largués en premier et un étage central (le plus massif), tous allumés au décollage. L'étage central a une masse à vide de 7,5 tonnes qui pénalise fortement le lanceur durant la dernière phase de vol : en effet la fusée doit alors accélérer cet étage vide en plus de la charge utile qui est de ce fait limitée à 1,5 tonne. L'ajout d'un troisième étage doit permettre d'augmenter fortement la capacité du lanceur. Le développement du bloc E (désignation du nouvel étage) est lancé officiellement le 23 septembre 1958. L'objectif de cette nouvelle version de la fusée, baptisée Vostok, est de pouvoir placer en orbite le premier homme dans l'espace ce qui nécessite la mise en orbite d'une capsule relativement lourde. La mise au point de ce vaisseau étant longue, le lanceur doit être utilisé dans un premier temps pour lancer des sondes spatiales du programme Luna vers la Lune avec une capacité de 400 kg (lancement sur une trajectoire interplanétaire). Le développement de l'étage est réalisé dans un climat de compétition aiguë avec les États-Unis. Compte tenu de la contrainte de délai, les deux premiers étages du lanceur ne doivent pas être modifiés et le nouvel étage, le bloc E, doit être conçu de manière à ne pas modifier fortement les caractéristiques générales du lanceur : il doit être de petite taille et son centre de masse doit être le plus bas possible.

### Sélection du moteur
Sergueï Korolev sollicite deux constructeurs pour le développement du nouvel étage. Valentin Glouchko responsable du bureau d'études OKB 456, qui a conçu les moteurs principaux de la Semiorka, propose le RD-109. Celui-ci utilise des ergols hypergoliques, a une poussée de 100 kN et est associé à un étage assez massif (11 à 12 tonnes). Sémion Kosberg, à la tête du bureau d'études KB Khimautomatiki, propose le moteur RD-0105, qui brûle un mélange de RG-1 et d'oxygène liquide, a une poussée de 50 kN et propulse un étage d'environ 8 tonnes. Le RD-0105 dérive du moteur vernier RD-0102 utilisé par la fusée Semiorka et a été mis au point par les ingénieurs de l'OKB-1 de Korolev. Le RD-0105 a été développé initialement pour propulser le missile balistique R-9. Malgré des performances inférieures (impulsion spécifique de 3 100 m/s contre 3 250 m/s pour le RD-109), Korolev sélectionne le moteur de Kosberg car il ne veut pas utiliser d'ergols hypergoliques à cause de leur toxicité. Le RD-109 servira de base au RD-119 qui sera utilisé pour propulser le deuxième étage du lanceur léger Cosmos B-1.

### Développement
Le RD-0105 est développée en 9 mois. Le vol inaugural de la fusée Vostok-L (en), qui tente de placer une sonde spatiale lunaire, a lieu le 23 septembre 1958. C'est un échec. Le premier vol réussi a lieu le 2 janvier 1959 et place la sonde spatiale Luna 1 en orbite. En 1959-1960 le moteur est modifié pour améliorer sa fiabilité afin de pouvoir l'utiliser pour des vols habités. La nouvelle version, baptisée RD-0109, a une poussée de 5,56 tonnes. La fusée Vostok-K qui la met en œuvre, effectue son vol inaugural le 22 décembre 1960,,.

## Utilisation
Le lanceur, qui a une capacité de 4,7 tonnes en orbite basse, est utilisé pour lancer les premières sondes spatiales Luna, les vaisseaux Vostok transportant les premiers cosmonautes soviétiques, puis les satellites de reconnaissance Zenit, Zenit 2. Lorsque le lanceur Soyouz plus puissant entre en service, la fusée Vostok est utilisée pour placer en orbite polaire les satellites météorologiques Meteor trop légers pour la fusée Soyouz mais trop lourd pour la fusée Tsiklon. Malgré ses limitations la fusée avec son bloc E n'est retirée du service qu'en 1991. 76 exemplaires de la version d'origine et 89 exemplaires de la version améliorée ont été utilisés à cette date. La fusée est lancée soit depuis le cosmodrome de Baïkonour où elle dispose de deux pas de tir (1/5 et 31/6) ou du cosmodrome de Plessetsk où quatre pas de tir sont  utilisés (41/1, 16/2, 43/3 et 43/4).   

## Caractéristiques techniques
Le lanceur Vostok dans sa version Luna tirée depuis le cosmodrome de Baïkonour  permet de placer 4 730 kg sur une orbite basse de 200 km avec une inclinaison de 65°. Ce lanceur permet également de placer 400 kg sur une trajectoire interplanétaire.
À l'époque l'allumage d'un étage dans l'espace constitue une opération hasardeuse. Pour réduire les risques, le bloc E est mis à feu alors que l'étage inférieur fonctionne encore. Ainsi il n'y a pas de phase d'impesanteur qui pourrait empêcher une circulation efficace des ergols. Lorsque le troisième étage est allumé, les gaz brulants sont évacués à travers la structure en croisillon qui sépare le bloc E de l'étage inférieur. Une cloison conique en titane est fixée au sommet du réservoir supérieur de l'étage central pour que les flammes du moteur ne provoquent pas son explosion.  
| Caractéristique                     | 1er étage                   | 2e étage                    | 3e étage                    |
| ----------------------------------- | --------------------------- | --------------------------- | --------------------------- |
| Désignation                         | Blocs B, D, W, G            | Bloc A                      | Bloc E                      |
| Dimensions (longueur × diamètre)    | 19,8 × 2,68 m               | 28,75 × 2,95 m              | 2,98 m × 2,58 m             |
| Masse (masse à vide)                | 4 x 43,3 t (4 x 3,7 t)      | 100,4 t (6,8 t)             | 7,8 t (1,4 t)               |
| Moteur-fusée                        | 4 × RD-107                  | RD-108                      | RD-0105                     |
| Poussée maximale (dans le vide)     | 4 x 821 kN                  | 940 kN                      | 49,4 kN                     |
| Impulsion spécifique (dans le vide) | 257 s (au niveau de la mer) | 248 s (au niveau de la mer) | 316 s                       |
| Durée de fonctionnement             | ? s                         | 301 s                       | 379 s                       |
| Ergols                              | Kérosène et Oxygène liquide | Kérosène et Oxygène liquide | Kérosène et Oxygène liquide |